# Тростанецький Мойсей Маркович
Мойсей Маркович Тростанецький (1886—1957) — вчений, який пройшов морфологічну підготовку в Парижі та Берліні. Ректор Дніпропетровського медінституту (1936—1947), один з авторів фундаментального анатомічного атласу, виданого під редакцією професора В. П. Воробйова. Атлас і в даний час затребуваний, оскільки містить докладні відомості про будову тіла людина. Нагороджений орденом «Знак Пошани».

## Біографія
Народився в Єлисаветграді. У 1906—1911 роках проходив курс навчання на медфаку Новоросійського університету до початку Першої світової війни працював в якості ординатора хірургічної лікарні Червоного Хреста. Під час військових дій служив в «старій армії» (вираз його) провідним ординатором, а потім начальником 2-го Кауфманського лазарету ЧХ.
У 1917—1923 роках працював в ролі прозектора кафедри анатомії вищих жіночих курсів, перетворених в подальшому в медінститут (Катеринослав), в якому йому довелося два роки очолювати кафедру оперативної хірургії та топографічної анатомії.
Протягом 18 років він завідував кафедрою анатомії Дніпропетровського медінституту. У 1941 році інститут евакуюють до Ставрополя. Довелося очолити кафедру анатомії двох об'єднаних вузів. Наступ німецьких військ в 1942 році змусив провести вторинну евакуацію вузу, цього разу в місто Фергана.
У 1943 році відбулася реевакуація в Дніпропетровськ, на руїни свого рідного інституту, де терміново довелося займатися будівництвом двох навчальних корпусів. У 1950—1951 роки керував кафедрою анатомії щойно створеного Карагандинського медінституту.
У 1954 році відкрито Алтайський державний медичний інститут (нині Алтайський державний медичний університет), куди був запрошений на посаду проректора і став завідувати кафедрою нормальної анатомії.